# Господин Никто (фильм, 1969)
«Господин Никто» — болгарский художественный фильм 1969 года, экранизация одноимённого романа Богомила Райнова из цикла о разведчике Эмиле Боеве.

## Сюжет
Время действия — 1960-е годы. Эмиль Бобев и Марин Младенов бегут из социалистической Болгарии в «свободный мир». Младенову там уже приготовлено теплое место, а Бобев только после долгих мытарств попадает в среду болгарских эмигрантов в Европе, связанных с западными спецслужбами. Всё время находясь под подозрением, балансируя между резидентом ЦРУ, местной контрразведкой и враждующими друг с другом руководителями подрывного эмигрантского центра, поминутно рискуя жизнью, Бобев успешно выполняет задание разведки НРБ: ликвидирует шпионское гнездо и добывает сведения о готовящейся крупной диверсии в столице Болгарии.

## Исполнители
- Коста Цонев — Эмиль Бобев, болгарский разведчик (советский дубляж — Артём Карапетян)
- Марита Бёме — Вивьен, контрразведчик (советский дубляж — Лариса Данилина)
- Асен Миланов — Марин Младенов, владелец фирмы-прикрытия эмигрантского центра (советский дубляж — Ян Янакиев)
- Андрей Чапразов — Димов, руководитель эмигрантского центра (советский дубляж — Сергей Курилов)
- Георги Черкелов — Кралев, заместитель Димова и агент ЦРУ, главный антагонист (советский дубляж — Юрий Боголюбов)
- Северина Тенева — Лида, дочь Младенова (советский дубляж — Галина Булкина)
- Искра Хаджиева — Мери Ламур, любовница Димова (советский дубляж — Светлана Коновалова)
- Михаил Михайлов — Дуглас, резидент ЦРУ
- Никола Анастасов — Гаррис, инструктор ЦРУ
- Петар Пенков — сотрудник Дугласа
- Стефан Илиев — Альберт, контрразведчик
- Иван Дорин
- Ангел Алексиев
- Милко Желязков
- Петар Димов

Фильм дублирован на киностудии имени Горького. 
- Режиссёр дубляжа — Хеся Локшина
- Звукооператор — Владимир Заболоцкий
- Автор русского текста — Мария Михелевич
- Редактор — Лариса Железнова

## Съёмочная группа
- Режиссёр — Иван Терзиев
- Автор сценария — Богомил Райнов
- Оператор — Димо Коларов
- Художники-постановщики — Константин Джидров, Искра Личева
- Композитор — Георгий Генков
- Оркестр «София», дирижёр — Эмиль Георгиев
- Звукооператор — Митхен Андреев
- Монтаж — Криса Вазова, Богдана Атанасова
- Свет — Васил Кайзеров
- Редактор — Свобода Бычварова
- Директор — Кирил Киров

## Отличия от романа
В романе «Господин Никто» Бобев и Младенов бегут из Болгарии в Грецию, Бобев сидит в греческой тюрьме, эмигрантский центр находится в Париже, а в Болгарию Эмиль и Лида возвращаются через Марсель. В фильме места действия не конкретизированы. В фильме опущены подробности прошлого Бобева (в том числе история превращения фамилии Бобев в Боев), осталось только упоминание о «полуголодном детстве в приюте». Изменены имена некоторых персонажей: так, Франсуаз в фильме стала Вивьен.

## Технические данные
Фильм чёрно-белый, широкоформатный, снят на 35-мм плёнке, звуковая дорожка монофоническая. Премьера состоялась 22 мая 1969 года. Был дублирован на русский язык и демонстрировался в СССР в версии обычного формата.